# Бэр, Абрахам Адольф
Абрахам Адольф Бэр (иногда Бер, нем. Abraham Adolf Baer; 26 декабря 1834, Филене, ныне Велень, Польша — 24 февраля 1908, Берлин) — немецкий врач-гигиенист еврейского происхождения.

## Биография
Изучал медицину в Вене, Праге и Берлине, в 1861 году получил в Берлине степень доктора медицины, защитив диссертацию «О применении электричества в родовспоможении» (лат. De electritate in arte obstetricia adhibenda). С 1862 года практиковал как врач в Наугарде, в 1866 году занял должность тюремного врача в том же городе. Участник Франко-прусской войны. В 1872—1879 годах — главный врач известной тюрьмы Плётцензее (ныне музей). С 1879 года — окружной врач в Берлине.
Ряд публикаций Бэра начиная с книги «Тюрьмы, пенитенциарные учреждения и пенитенциарные системы, их устройство и функционирование с точки зрения гигиены» (нем. Die Gefängnisse, Strafanstalten, und Strafsysteme, Ihre Einrichtung und Wirkung in Hygienischer Beziehung; 1871) посвящены вопросам тюремной гигиены, итоговый труд — «Гигиена тюремных учреждений» (нем. Hygiene des Gefängnisswesens; 1893). Вместе с тем за время работы тюремным врачом Бэр установил взаимосвязь между злоупотреблением алкоголем и криминальным поведением — и посвятил ряд работ борьбе с пьянством, начиная с книги «Алкоголизм, его распространение и влияние на индивидуальный и социальный организм, а также средства борьбы с ним» (нем. Der Alkoholismus, Seine Verbreitung und Wirkung auf den Individuellen und Sozialen Organismus, Sowie die Mittel Ihn zu Bekämpfen; 1878). Основные выводы из двух своих главных тем Бэр сформулировал в работе «Преступник в антропологическом отношении» (нем. Die Verbrecher in Anthropologischer Beziehung; 1897).
Особняком стоит книга Бэра «Самоубийство в детском возрасте» (нем. Der Selbstmord Im Kindlichen Lebensalter; 1901), хотя и в ней он касается вопроса о влиянии алкоголя на юношеские самоубийства. Эта книга, тем не менее, является одним из наиболее известных сочинений Бэра; она, в частности, стала в 1910 году предметом обсуждения в Венском психоаналитическом обществе.